# یاماگاتا شینکانسن
یاماگاتا شینکانسن (انگلیسی: Yamagata Shinkansen) یک خط قطار تندرو در استان فوکوشیما و استان یاماگاتا، ژاپن است. این خط که در سال ۱۹۹۲ تأسیس شده دارای ۱۱ ایستگاه و ۱۴۸٫۶ کیلومتر طول است.

## نگارخانه

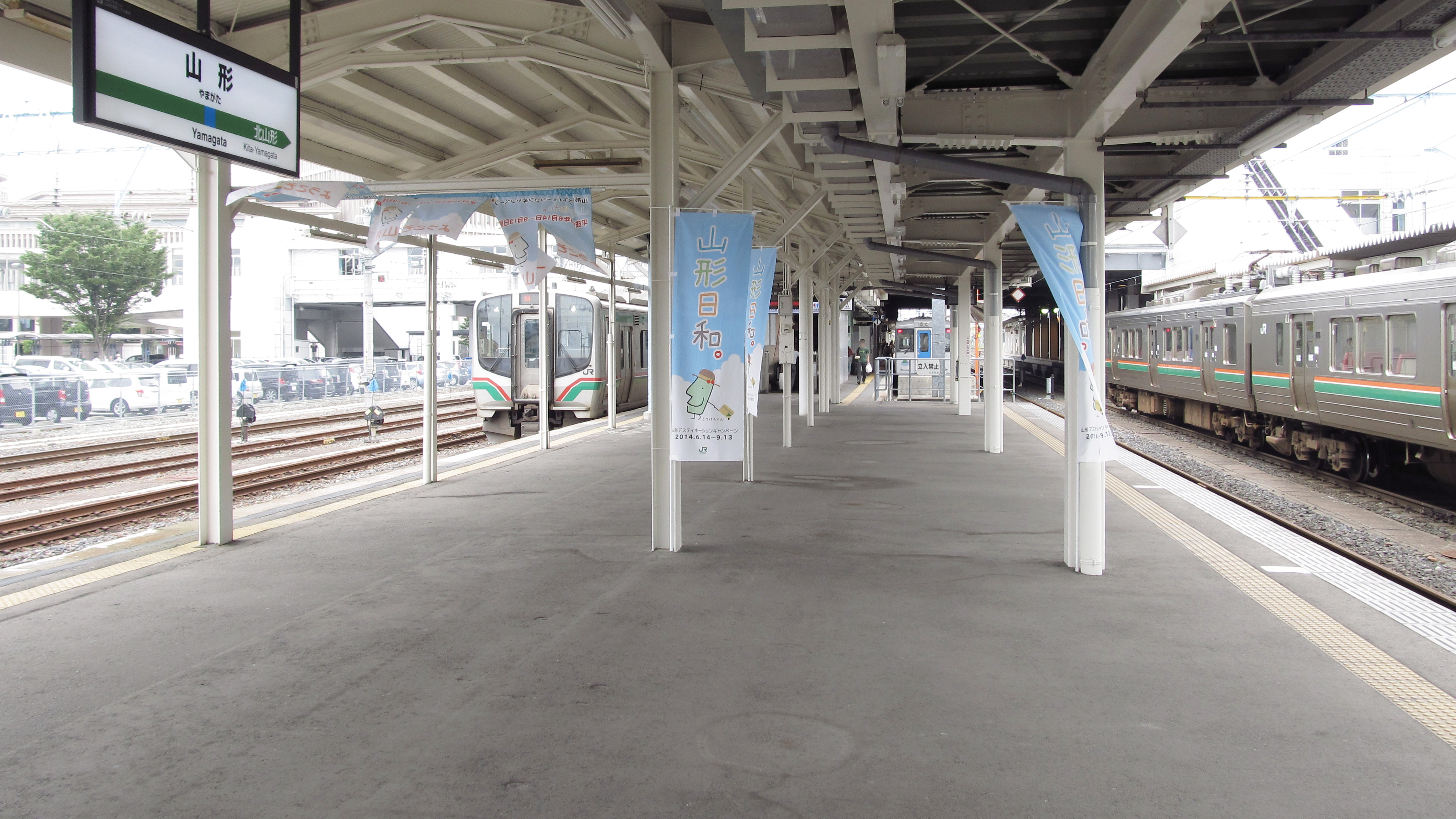
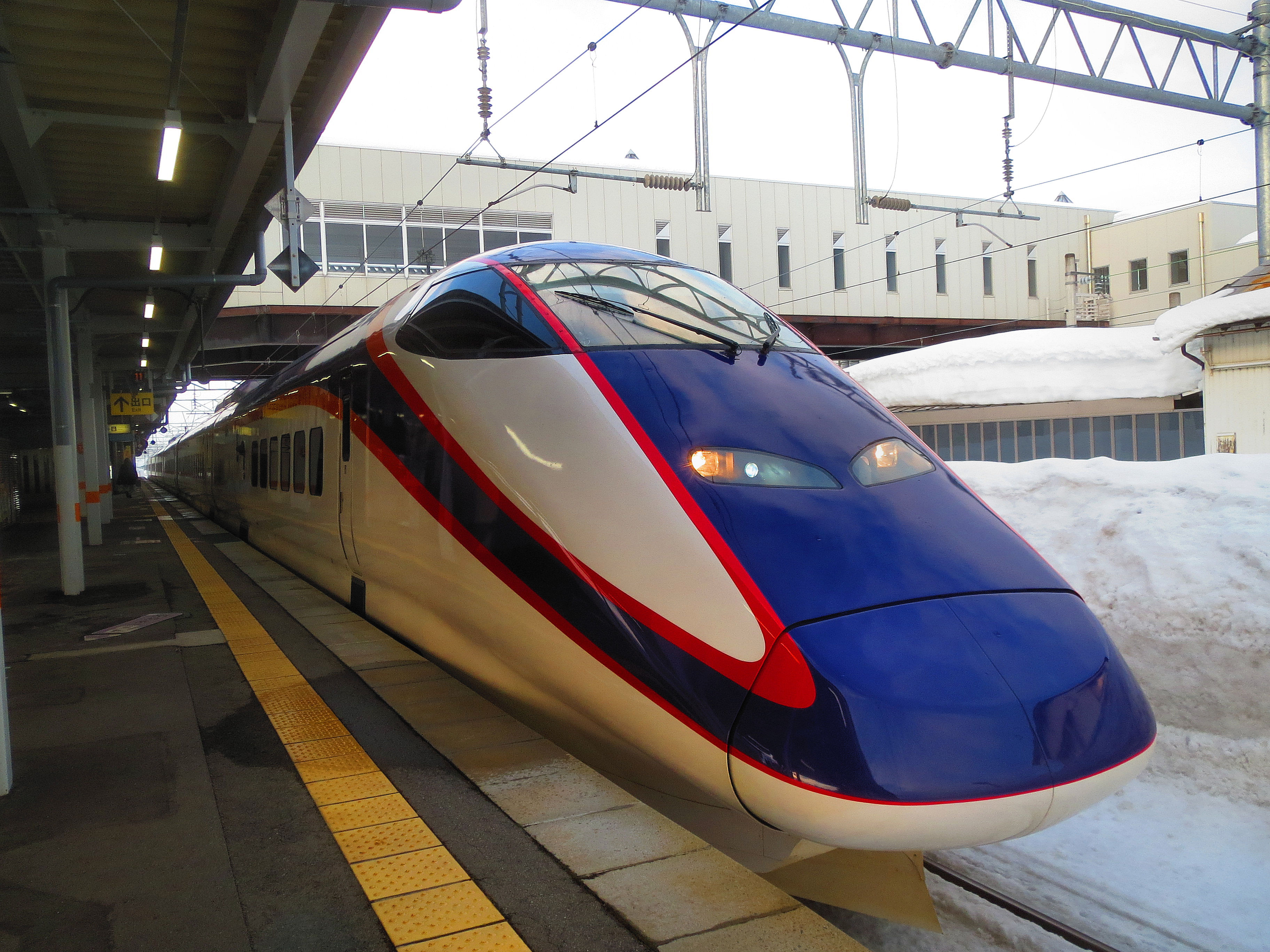
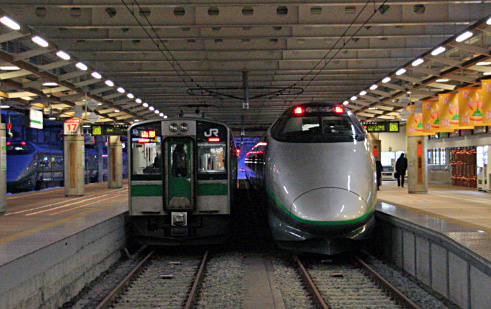
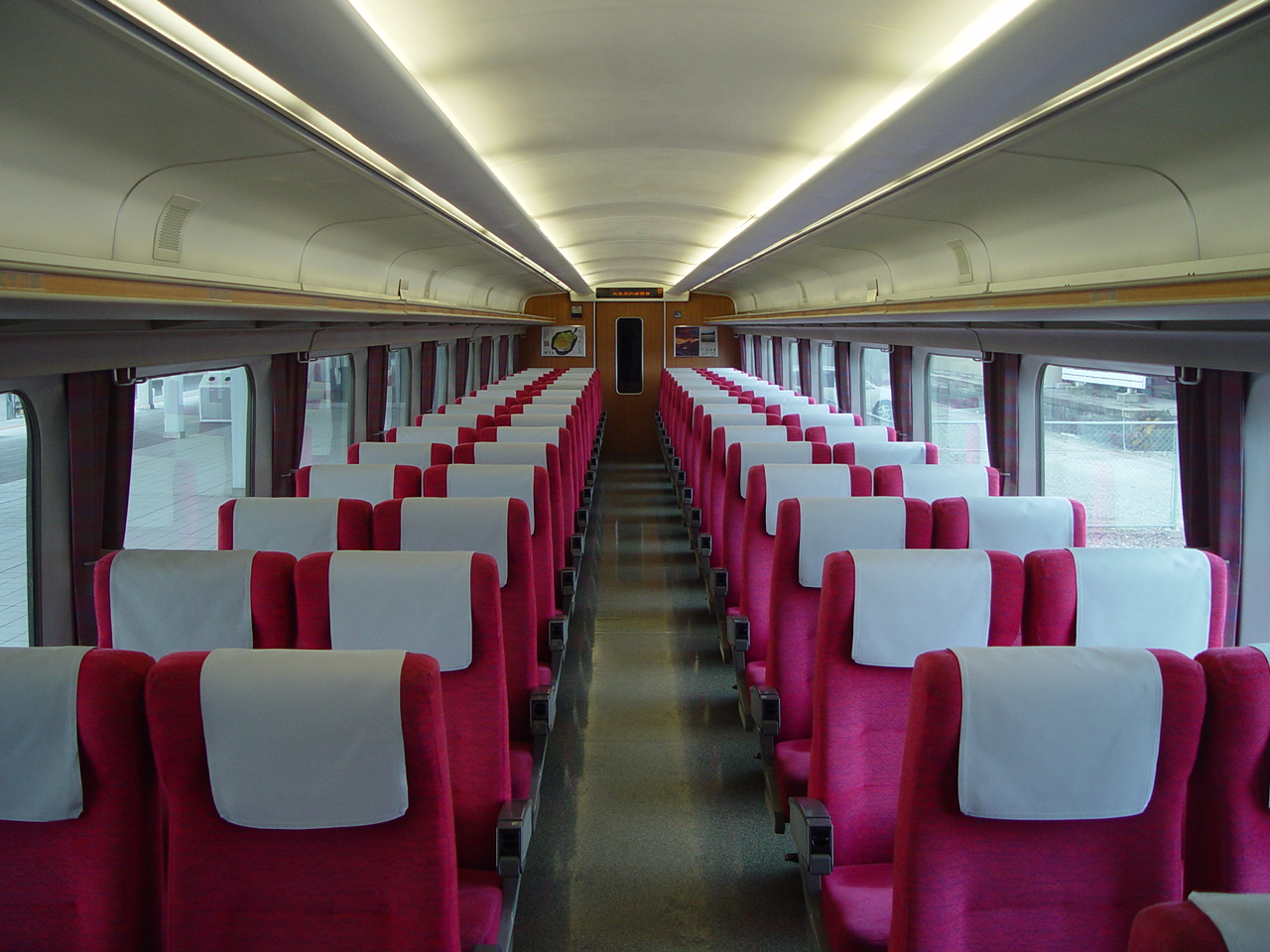